# Anthene janna
Anthene janna är en fjärilsart som beskrevs av Gabriel 1949. Anthene janna ingår i släktet Anthene och familjen juvelvingar. Inga underarter finns listade i Catalogue of Life.